# Tesfayohannes Mesfin
Tesfayohannes Mesfin Fissehatsion (parfois orthographié Tesfayohannes Mesfen), né le 24 novembre 1974 à Dibezana, est un coureur de fond érythréen. Il a remporté la médaille d'argent au Trophée mondial de course en montagne 2004.

## Biographie
Tesfayohannes Mesfin se fait remarquer sur le tard en cross-country et prend part aux championnats du monde de cross-country 2002 à Dublin.
Le 5 septembre 2004, il participe au Trophée mondial de course en montagne à Sauze d'Oulx. Il prend un bon départ et semble le seul à pouvoir tenir tête au grand favori, le quintuple champion du monde Jonathan Wyatt. Il ne parvient toutefois pas à tenir le rythme du Néo-Zélandais et se contente de la médaille d'argent, terminant avec une minute vingt de retard sur Jonathan Wyatt. Il devient ainsi le premier Africain médaillé en course en montagne en catégorie senior. Il décroche de plus la médaille d'argent au classement par équipes.
Le 1er octobre 2005, il participe aux championnats du monde de semi-marathon à Edmonton. Malgré l'absence de leur chef de file Zersenay Tadesse, les coureurs érythréens réalisent une solide course et remporte l'argent par équipes avec Yonas Kifle troisième, Yared Asmerom neuvième et Tesfayohannes Mesfin douzième.
Le 2 avril 2006, il prend le départ de l'épreuve de cross long aux championnats du monde de cross-country à Fukuoka. Alors que Zersenay Tadesse ne parvient pas à décrocher une place sur le podium, les coureurs érythréens effectuent une solide course groupée avec Tesfayohannes Mesfin neuvième. Ils remportent la médaille d'argent au classement par équipes.
Il s'essaie par la suite au marathon et signe son record personnel en 2 h 12 min 17 s lors du marathon de Hambourg 2008. Il décroche son ticket pour le marathon des Jeux olympiques de 2008 à Pékin mais y abandonne en raison d'une élongation musculaire à la cuisse droite.
En 2012, il fuit son pays et se réfugie en Norvège à Bodø où il rejoint le club d'athlétisme local pour continuer à pratiquer son sport. Il s'impose notamment au semi-marathon d'Oslo et met à profit son expérience passée en course en montagne pour s'imposer sur des épreuves régionales en battant le record des parcours,.

## Palmarès

### Route/cross
| Année | Compétition                              | Lieu          | Place | Épreuve       | Performance    |
| ----- | ---------------------------------------- | ------------- | ----- | ------------- | -------------- |
| 2004  | Cross Nacional de Cantimpalos            | Cantimpalos   | 3e    | Cross-country | 29 min 58 s    |
| 2005  | Championnats du monde de cross-country   | Saint-Galmier | 20e   | Cross-country | 37 min 2 s     |
| 2005  | Championnats du monde de semi-marathon   | Edmonton      | 12e   | Semi-marathon | 1 h 3 min 8 s  |
| 2005  | Cross Internacional de Soria             | Soria         | 3e    | Cross-country | 26 min 33 s    |
| 2006  | Championnats du monde de cross-country   | Fukuoka       | 9e    | Cross-country | 36 min 18 s    |
| 2007  | Marathon de Madrid                       | Madrid        | 5e    | Marathon      | 2 h 19 min 0 s |
| 2009  | Cross Internacional Ciudad de Valladolid | Valladolid    | 3e    | Cross-country | 30 min 6 s     |
| 2010  | Cross Internacional de la Constitución   | Burgos        | 3e    | Cross-country | 28 min 34 s    |
| 2012  | Semi-marathon d'Oslo                     | Oslo          | 1er   | Semi-marathon | 1 h 5 min 6 s  |
| 2013  | Hytteplanmila                            | Hole          | 3e    | 10 kilomètres | 29 min 16 s    |

### Piste
| Année | Compétition                         | Lieu    | Place | Épreuve  | Performance    |
| ----- | ----------------------------------- | ------- | ----- | -------- | -------------- |
| 2006  | Championnats d'Afrique d'athlétisme | Bambous | 6e    | 10 000 m | 28 min 19 s 88 |

### Course en montagne
| no | masculin           | Course                                | Longueur | Départ           | Temps       |
| -- | ------------------ | ------------------------------------- | -------- | ---------------- | ----------- |
| 2e | Médaille d'argent  | Trophée mondial de course en montagne | 10,14 km | 5 septembre 2004 | 50 min 4 s  |
| 3e | Médaille de bronze | Course de montagne du Ranch Obudu     | 11 km    | 25 novembre 2006 | 43 min 24 s |

## Records
| Épreuve       | Performance     | Date             | Lieu      |
| ------------- | --------------- | ---------------- | --------- |
| 3 000 mètres  | 8 min 7 s 85    | 23 juin 2005     | Saragosse |
| 5 000 mètres  | 13 min 27 s 06  | 4 juin 2005      | Séville   |
| 10 000 mètres | 28 min 19 s 88  | 13 août 2006     | Bambous   |
| 10 kilomètres | 28 min 53 s     | 15 novembre 2009 | Madrid    |
| 15 kilomètres | 45 min 42 s     | 6 juin 2004      | Cuenca    |
| 20 kilomètres | 59 min 29 s     | 8 octobre 2006   | Debrecen  |
| Semi-marathon | 1 h 3 min 8 s   | 1er octobre 2005 | Edmonton  |
| Marathon      | 2 h 12 min 17 s | 27 avril 2008    | Hambourg  |